# وجه آخر (فلم)
وجه آخر (باليابانية: 他人 の 顔، هيبورن: تانين نو كاو) فيلم ياباني لعام 1966 من إخراج هيروشي تيشيغاهارا ومن تأليف كوبو آبي، وهو مأخوذ من رواية هو كتباها بنفسه ويعد هذا هو التعاون الثالث مع المخرج. وهو من بطولة الممثل تاتسويا ناكادي.

## القصة
رجل أعمال بوجه مشوه يحصل على قناع نابض بالحياة من طبيبه، لكن القناع يبدأ في تغيير شخصيته.

## روابط خارجية
- مقالات تستعمل روابط فنية بلا صلة مع ويكي بيانات